# Brankářská maska (hokej)
Brankářská maska je maska nošená brankáři v ledním ledním nebo inline hokeji, či ve florbalu, aby chránila brankářovu hlavu před zraněním.

## Historie

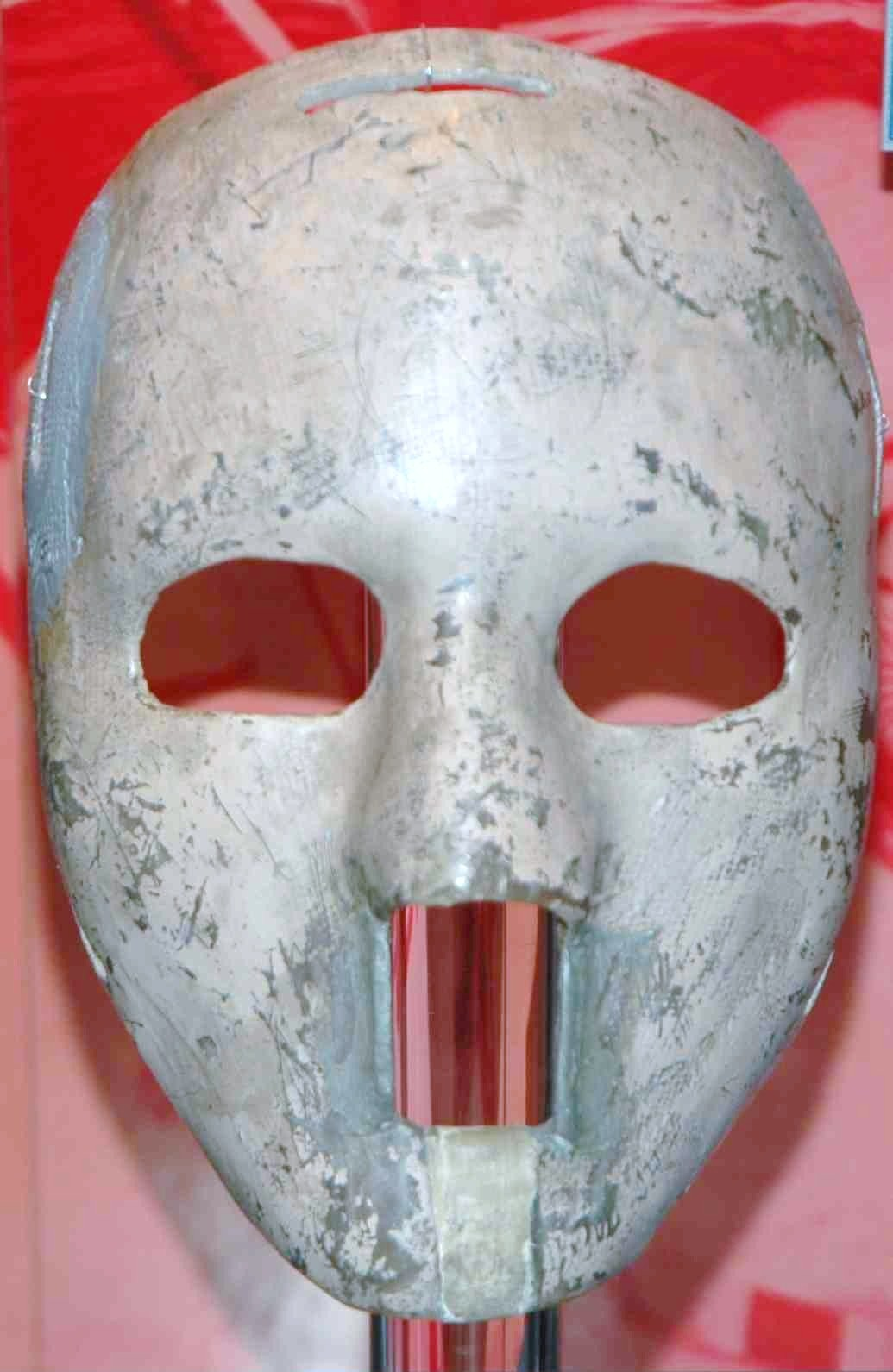
Plantova maska

První člověk, který kdy měl na hlavě při zápase chránič byla překvapivě žena. Jmenovala se Elizabeth Graham a byla to brankářka ženského univerzitního hokejového týmu v
Ontariu. V roce 1927 si vzala na obličej šermířskou masku, aby si chránila obličej.
První zmínky o brankářské masce u mužů pocházejí z roku 1930. Brankář z Montrealu Clint Benedict dostal při zápase tvrdou ránu mezi oči a kvůli zranění se mohl vrátit až za dva měsíce, a to již nastoupil s koženou maskou. Kůže je ale měkký materiála příliš proto nechrání, vystouplý nos masky omezoval vidění před brankáře.

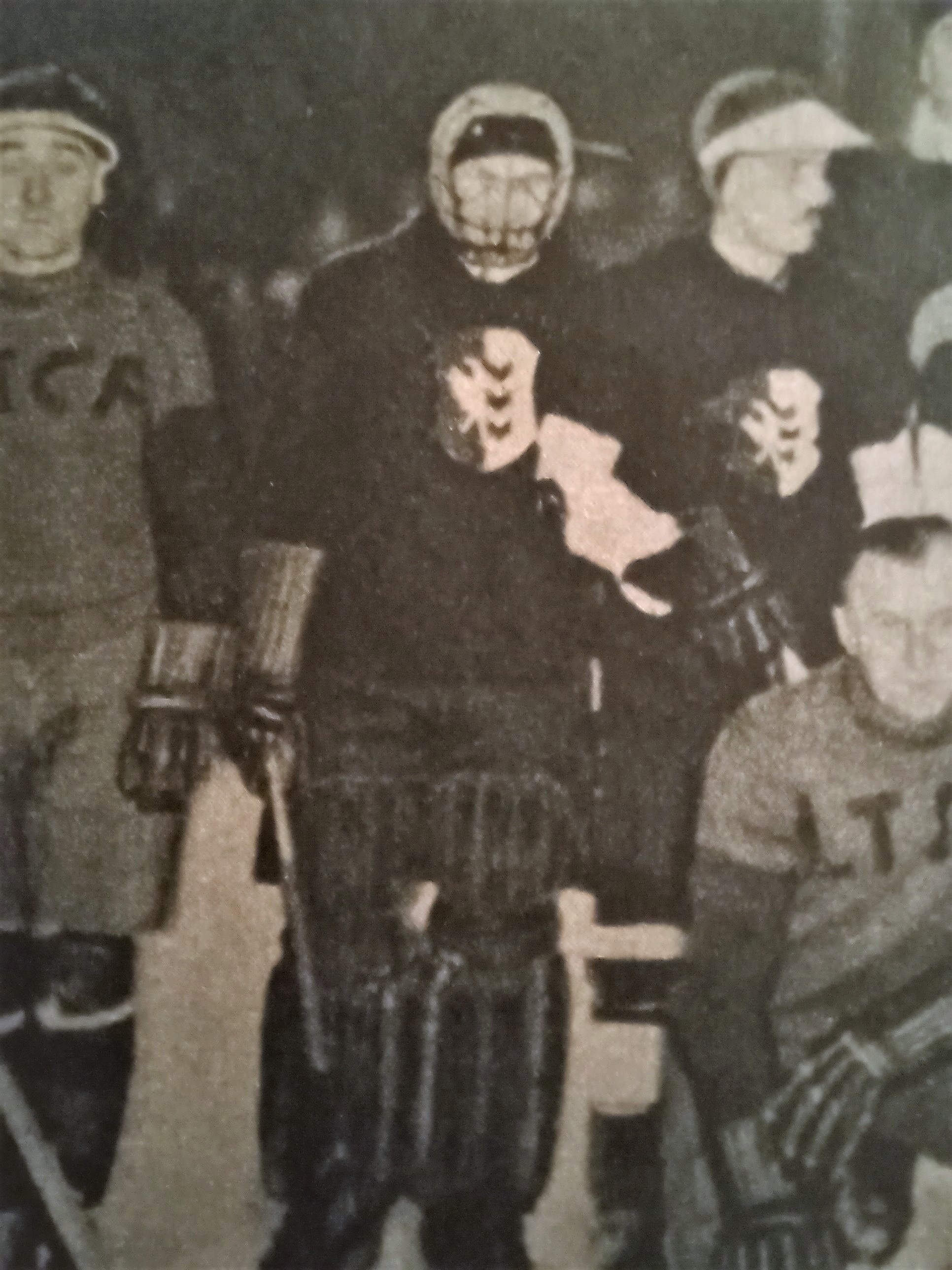
Hokejový brankář Troppauer E. V. s maskou v Praze (Pestrý týden, 1929, výřez z fota)

Dalším vývojovým stupněm chrániče obličeje byla drátěná maska. V té době bylo použití masky na zápase symbolem strachu, takže v ní někteří gólmani pouze trénovali. Poprvé ji v roce 1959 použil jeden z nejlepších brankářů té doby Jacques Plante, kterému při zápase po zranění sešili tržnou ránu bez umrtvení a do hry se vrátil se svojí vlastnoručně vyrobenou maskou. Diváci na něho sice posměšně pokřikovali, ale Jacques odchytal zbytek zápasu výborně a od té doby masku nepřestal používat.
První plastové masky byly štíty z plexiskla. Tyto masky však nevyhovovaly – jakmile se brankář zapotil, začaly se zamlžovat. Navíc se při tvrdém zásahu pukem se maska rozbila.
Dalším materiálem byl laminát, ze kterého vyrobil masér Lefty Wilson masku pro Terry Sawchuka. Později firma Cooper vyvinula typ mřížky, která už více chránila ústa a měla vycpávky na čele a bradě. Tato firma nakonec přišla s helmou spojenou s drátěnou klecí. Jedním z prvních brankářů, který ji používal, byl Rus Vladislav Treťjak. Maska umožňovala lepší výhled a napomáhala k lepší komunikaci se spoluhráči.

### Československé prvenství
Podle historika Tomáše Kučery náleží světové prvenství užití masky brankáři hokejového klubu opavských Němců Troppauer E. V. Stefanu Wachmenkovi. Ten nastoupil, jak vyplývá z nejasného snímku v časopise Pestrý týden, s krytem obličeje k hokejovému utkání proti LTC Praha již 24. února 1929, tedy o rok dříve, než Clint Benedict.

## Zdobení masek
V sedmdesátých letech 20. století vzniklo v zámoří malování a zdobení masek. Cílem bylo zatraktivnění podívané na zápasy. Plasty, které se při výrobě začaly používat, přinesly revoluci v konstrukci brankářských masek. Tyto masky se podobaly dnešním. Postupně se pouze upravily tvary, byly použity lepší vycpávky a ztenčily se dráty pro lepší viditelnost.

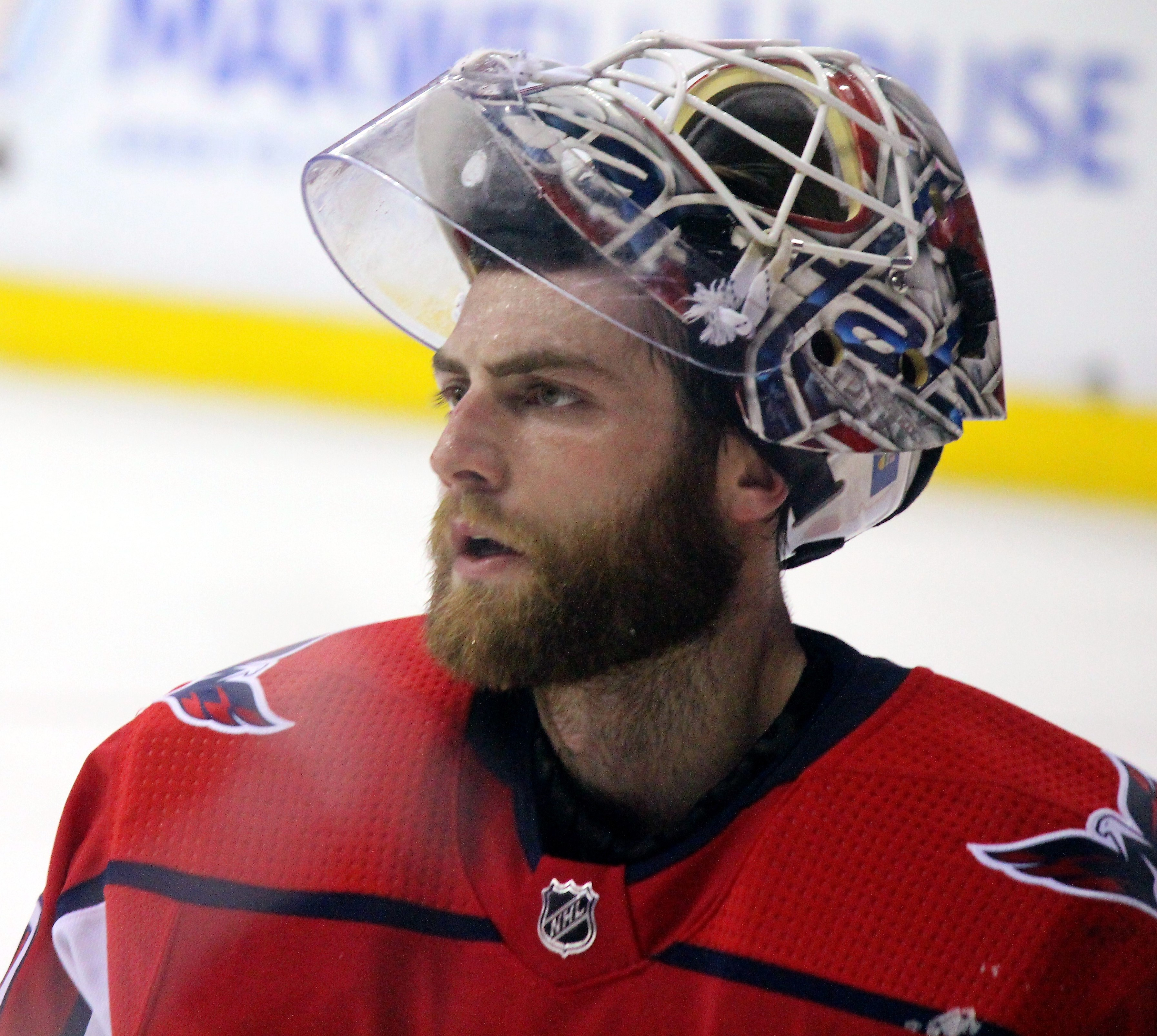
Maska brankáře klubu Washington Capitals, Bradena Holtbyho